# Andrzej Rzońca

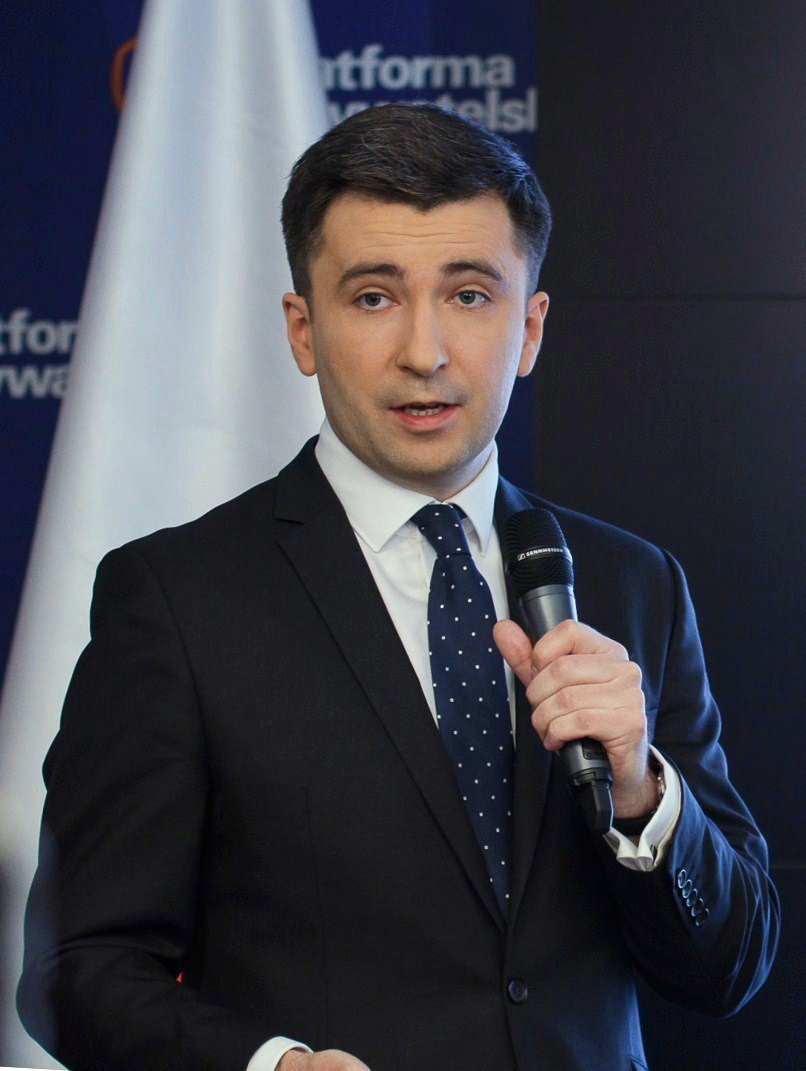
Andrzej Rzońca (2017)

Andrzej Rzońca (* 30. Oktober 1977 in Třinec) ist ein polnischer Wirtschaftswissenschaftler, Hochschullehrer und war von 2010 bis 2016 Mitglied des Rates für Geldpolitik (polnisch Rada Polityki Pieniężnej).

## Leben
Im Jahr 2001 absolvierte Rzońca die Szkoła Główna Handlowa w Warszawie und wurde 2005 auf Grundlage der Dissertation „Nicht-keynesianische Effekte einer restriktiven Fiskalpolitik: Theorie und Untersuchungen in ausgewählten mitteleuropäischen Länder“ promoviert. An der Wirtschaftsuniversität ist er überdies seit 2003 wissenschaftlicher Mitarbeiter am Lehrstuhl für internationale Vergleichsstudien und von 2005 an, Adjunkt. 2015 erhielt Rzońca die Habilitation anhand der Abhandlung „Krise der Zentralbanken. Folgen von Niedrigzinspolitik“. Im Jahr 2007 beendete er den Master of Business Administration an der University of Minnesota.
In den Jahren von 1998 bis 2000 war er Praktikant an der Seite des Finanzministers Leszek Balcerowicz und später im Zentrum für Soziale und Wirtschaftliche Analysen (polnisch: Centrum Analiz Społeczno-Ekonomicznych) aktiv. Zudem war Rzońca zwischen 2004 und 2007 Berater für den Vorsitzenden der Nationalbank Polens. Zusätzliche Tätigkeiten übte er in der Europäischen Zentralbank und der Weltbank aus. Im Jahr 2007 fungierte Rzońca als stellvertretender Vorsitzender im Bürgerforum für Entwicklung (polnisch: Forum Obywatelskiego Rozwoju). Des Weiteren fand er sich in den Aufsichtsräten verschiedener Handelsgesellschaften wieder und war Aufsichtsratsvorsitzender im staatseigenen Glücksspielunternehmen Totalizator Sportowy. Rzońca veröffentlichte ferner wissenschaftlicher Publikationen in Fachzeitschriften und Tageszeitungen.
Am 13. Januar 2010 wurde er auf Initiative von Abgeordneten der Bürgerplattform vom Senat für eine sechsjährige Amtszeit in den Rat für Geldpolitik (polnisch Rada Polityki Pieniężnej) gewählt. Im April 2016 wurde Rzońca zum Vorsitzenden des Verbands Polnischer Ökonomen (polnisch Towarzystwo Ekonomistów Polskich) gewählt. Er trat von seiner Funktion im darauffolgenden Jahr zurück, nachdem ihn die Bürgerplattform zum Chefvolkswirt der Partei aufstellte.